# Ambassade d'Algérie en Italie
L'ambassade d'Algérie en Italie est la représentation diplomatique de l'Algérie en Italie, qui se trouve à Rome, la capitale du pays.

## Ambassadeurs d'Algérie en Italie
- Bouznad Lakhdar : 1963 - ?
- Omar Gherbi : 1976-1979
- Rachid Maarif : 20 juin 2013 - ?
- Abdelhamid Senouci Bereksi : 2019-?

## Consulats
Il existe une consulat d'Algérie en Italie, à Milan.